# カルディアルカエウム・スプテッラーネウム
カルディアルカエウム・スプテッラーネウム（Candidatus ‘Caldiarchaeum subterraneum’）は、2010年に報告された未記載の好熱古細菌である。メタゲノム解析のみがなされており、形態等の詳細は不明。地下320mの金鉱より発見された。
メタゲノム解析から判明した特徴が既知の古細菌門と異なることから、新門Aigarchaeotaが提唱されている。系統解析、遺伝子構成などは比較的タウム古細菌に近く、タウム古細菌に含むとする見解もある。168万0938塩基対の環状ゲノムを有し、計1777箇所のORFが見出されている。水素または一酸化炭素を、酸素あるいは硝酸,亜硝酸塩で酸化して独立栄養的に増殖していると予想されている。
特筆すべきこととして、ユビキチン-プロテアソームシステムに必要な遺伝子が発見されたことが挙げられる。ユビキチンシステムはこれまで真核生物特有と考えられていたが、この発見は真核生物型蛋白質修飾系の起源の通説を覆す可能性がある。2015年にはロキ古細菌と呼ばれる別の古細菌からもユビキチンが発見されている。
未培養のため未記載だが、二名法による名称として暫定的に‘Caldiarchaeum subterraneum’と呼ばれている。属名は「暖+古細菌」でcaldiarchaeumカルディアルカエウム、種形容語は「地下の」を意味するラテン語subterraneusスプテッラーネウスの中性形である。